# 가미오타이역
가미오타이역(일본어: 上小田井駅, かみおたいえき)은 일본 아이치현 나고야시 니시구에 위치한 나고야 철도 및 나고야 시 교통국의 역이다. 2개 회사의 공동사용역으로, 메이테쓰가 관리하는 역이다. 구역명은 히라다바시역이다. 역 번호는 나고야 시영 지하철은 T01, 나고야 철도는 IY03이다.

## 역 구조
섬식 승강장 2면 4선 고가역이다. 승강장은 지하철 차량(20m차량) 8량 편성까지 대응된다. 외측 2선으로 메이테쓰 나고야 방면 발착의 열차, 내측 2선에 쓰루마이 선 열차와 상호 직결 운행 열차가 발착한다. 또한, 쓰루마이 선 내 회송 열차는 2번 선에 도착한 후 인상선에서 다시 3번 선에 입선하게 된다. 또한, 인상선은 배선 상으로 메이테쓰 나고야 방면에서의 출입이 불가능인 지하철 전용이다.
발차 안내는 메이테쓰 타입의 LED식 2단 표시(2015년 2월 22일 갱신)에서 지하철 전용은 잘못 승차함을 방지하기 위한 전 열차 스위치 란에 "지하철 경유"로 표시된다. 주의를 재촉하기 위해 3,4번 선에는 "3번 선 지하철 아카이케 방면", "4번 선 메이테쓰 나고야 방면"이라고 표기된 간판도 설치되어 있다.
2,3번 승강장에 있는 역명판은 메이테쓰의 형식에 하늘색 가로 줄을 세우고 다음 역명(니시하루・쇼나이료쿠치코엔)과 역 번호를 기재한 지하철 쓰루마이 선 사양으로 되어 있다.
2번 선 착발의 지하철 쓰루마이 선에서 1번 선 발차의 이누야마 방면 보통으로 선회할 경우 특히 주간 이누야마(이와쿠라) 방면 보통 2량 편성의 경우가 있다, 쓰루마이 선으로 앞 또는 뒤 차량에 승차했을 경우 접속 시간에 따라서는 환승 불가능한 경우가 있다.

### 승강장
| 번호 | 노선                  | 방향 | 행선                                      | 비고                               |
| ---- | --------------------- | ---- | ----------------------------------------- | ---------------------------------- |
| 1    | ■ 메이테쓰 이누야마선 | 하행 | 이와쿠라・이누야마 방면                   | 메이테쓰 나고야 방면               |
| 2    | ■ 메이테쓰 이누야마선 | 하행 | 이와쿠라・이누야마 방면                   | 지하철 쓰루마이 선(일부 당역 종착) |
| 3    | 지하철 쓰루마이 선    | -    | 후시미・아카이케 방면                     |                                    |
| 4    | ■ 메이테쓰 이누야마선 | 상행 | 메이테쓰나고야・중부국제공항・우쓰미 방면 |                                    |

## 이용 현황
| 연도   | 메이테쓰           | 지하철               |
| 연도   | 1일 평균 승차 인원 | 1일 평균 승하차 인원 |
| ------ | ------------------ | -------------------- |
| 2000년 | 6,526              |                      |
| 2001년 | 6,668              | 28,486               |
| 2002년 | 7,013              | 24,103               |
| 2003년 | 7,201              | 21,534               |
| 2004년 | 7,013              | 24,642               |
| 2005년 | 7,292              | 23,884               |
| 2006년 | 7,273              | 24,302               |
| 2007년 | 7,346              | 24,529               |
| 2008년 | 7,257              | 24,225               |
| 2009년 | 8,519              | 23,703               |
| 2010년 | 8,656              | 23,735               |
| 2011년 | 8,369              | 18,895               |
| 2012년 | 8,596              | 19,104               |
| 2013년 | 8,958              | 19,703               |
| 2014년 | 9,053              | 20,125               |
| 2015년 | 9,387              | 20,593               |

## 역 주변
역 주변에는 국도 제302호선이 통과하고 있다.
입체교차 사업, 역의 이전, 국도 제302호선, 메이니칸(당시, 히가시메이한 자동차도) 건설, 메이테쓰와 지하철의 접속이 그 시기에 협조했으므로 역 주변의 거리가 정연되었다.

### 남쪽
- 나고야 시 니시구청 야마다 지소・나고야 시 야마다 도서관
- TSUTAYA
- 오타이 역 - 도카이 교통사업 조호쿠 선(도보로 약 10분)
- 나고야 시 다테야마타 중학교(다카오마치 교차점 남쪽)

### 북쪽
- 야마자키 제빵 나고야 공장
- 나고야 시 야마다 고등학교

## 역사
- 1912년 8월 6일: 히라다바시역으로 영업개시. 당시 승강장은 2면 2선이었음.
- 1991년 10월 27일: 고가역 완성, 가미오타이역으로 역명 변경.
- 1993년
  - 7월: 지하철 쓰루마이 선 상호 직통 운전 개시.
  - 8월 12일: 쓰루마이 선의 본 역 ~ 쇼나이료쿠치코엔 역간 영업 개시와 동시에 메이테쓰 이누야마선과 상호 직통 운전 개시. 다만, 본 역의 반환점 설비가 정비된 관계로 쓰루마이 선은 이누야마선 직통 열차만 운행. 선 내 열차는 쇼나이료쿠치코엔 역에서 반환점으로 했음.
- 1994년
  - 1월: 회차 설비 완성.
  - 3월 30일: 쓰루마이 선의 거의 모든 열차가 본 역까지 운행 개시. 또, 이누야마선의 급행 일부(아침의 상행과 저녁 이후의 하행)가 정차하게 됨.
- 1999년 5월 10일: 다이어 개정으로 아침과 저녁 이후의 상하 급행 정차역이 됨.
- 2001년 10월 1일: 이누야마선 급행 정차역이 되면서 모든 급행이 정차하게 됨.
- 2003년 3월 27일: 지하철에 트랜 패스 도입.
- 2004년 2월 15일: 메이테쓰에도 트랜 패스 도입.
- 2005년 1월 29일: 쾌속 급행 정차역이 됨.
- 2011년 2월 11일: manaca 사용 개시.
- 2012년 2월 29일: 트랜 패스 공용 종료.

## 사진

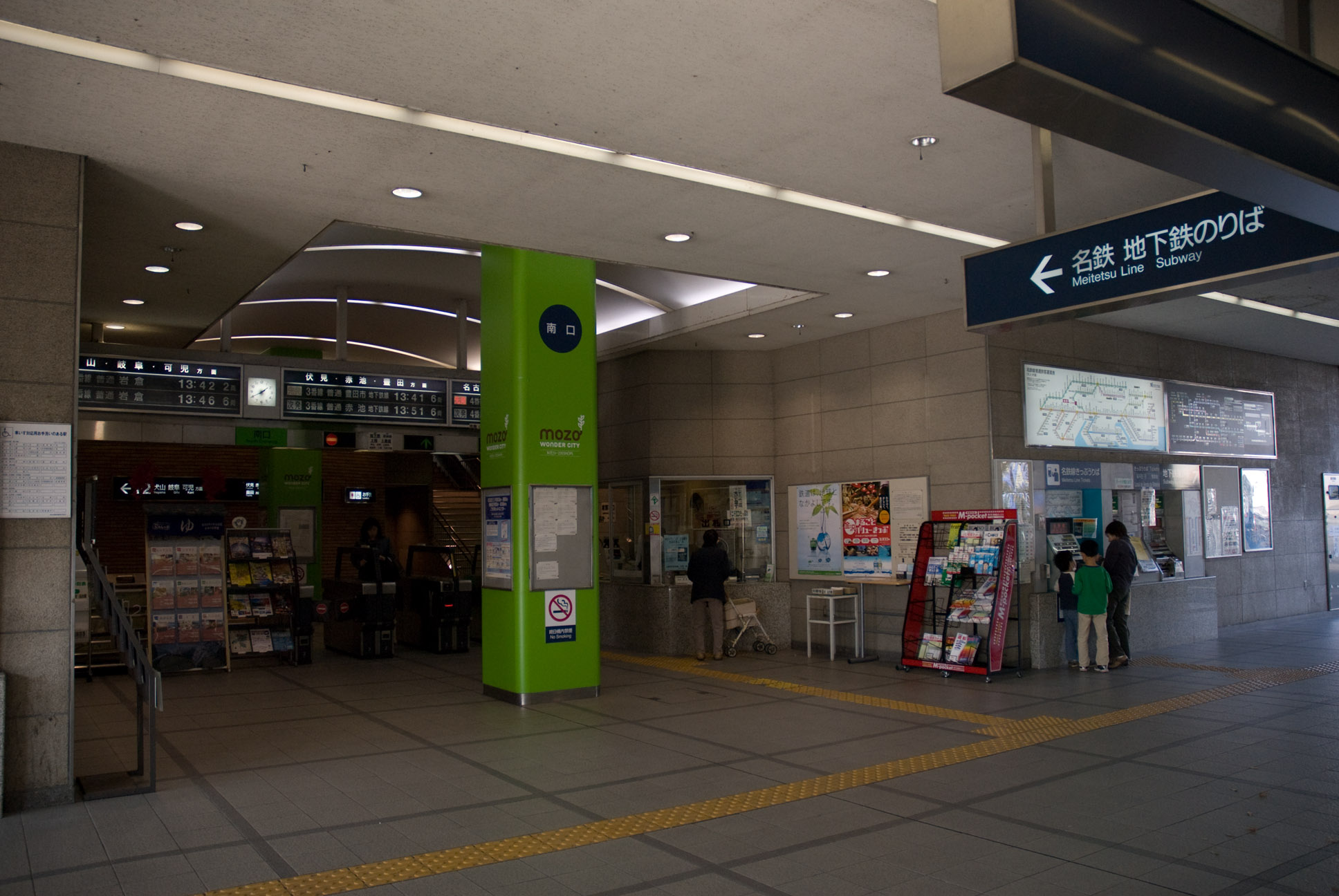
남쪽 개찰구
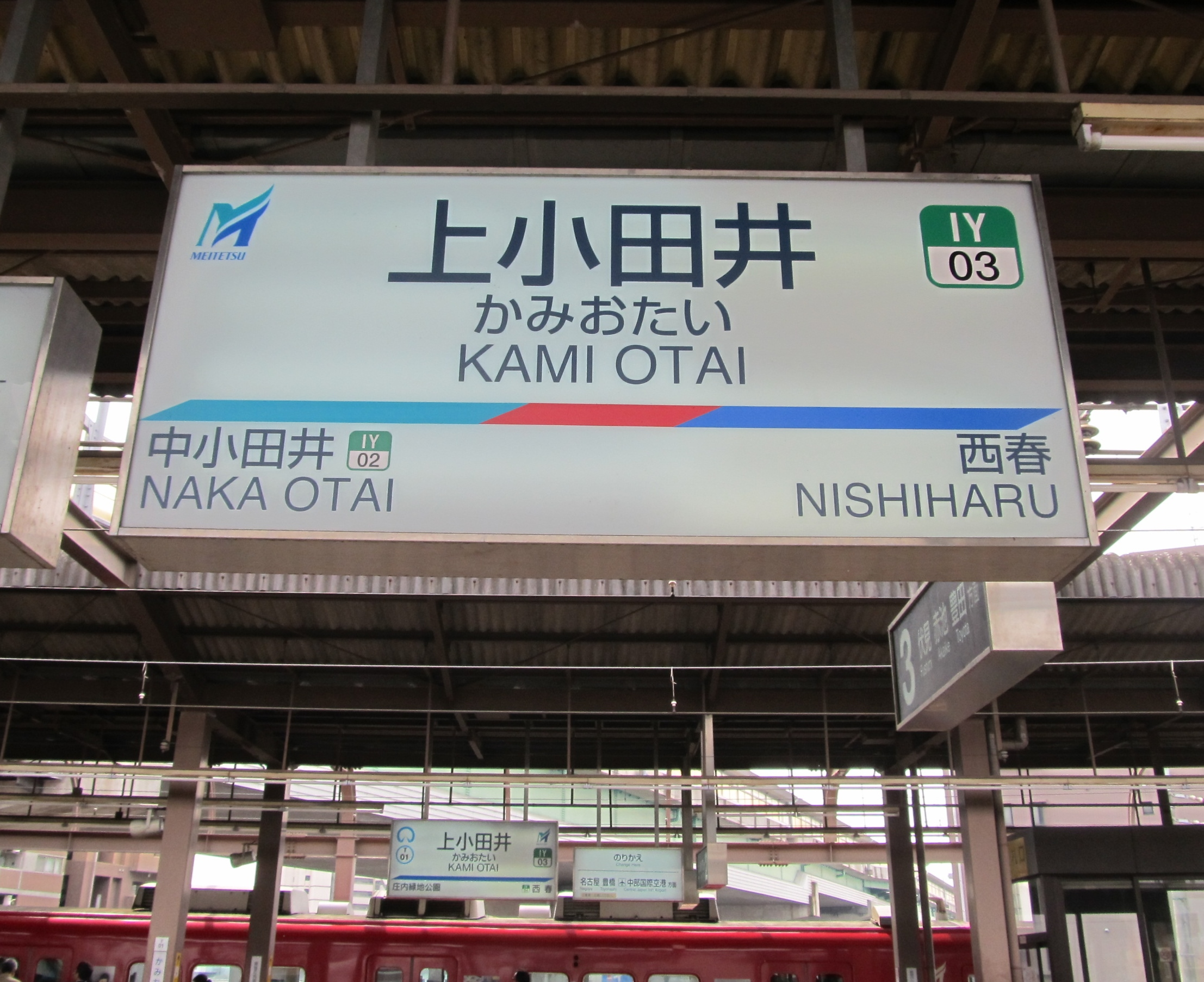
메이테쓰 역명판

## 인접역
| 나고야 철도 ■ 이누야마선                                    | 나고야 철도 ■ 이누야마선 | 나고야 철도 ■ 이누야마선                |
| ----------------------------------------------------------- | ------------------------ | --------------------------------------- |
| NH36 메이테쓰나고야 고와・우쓰미 방면                       | □ 쾌속급행               | 니시하루 IY04 메이테쓰기후・신카니 방면 |
| NH37 사코 (일부 급행 나카오타이 역(IY02)) 중부국제공항 방면 | ■ 급행 ■ 준급            | 니시하루 IY04 메이테쓰기후・신카니 방면 |
| IY02 나카오타이 진구마에 분기                               | ■ 보통                   | 니시하루 IY04 메이테쓰기후・신카니 방면 |
| 나고야 시 교통국 지하철 쓰루마이 선                         |                          |                                         |
| IY04 니시하루 (메이테쓰 이누야마선) 이누야마 방면           |                          | T02 쇼나이료쿠치코엔 아카이케 방면      |